# Clube Atlético da Barra da Tijuca
Clube Atlético da Barra da Tijuca é uma agremiação esportiva do Rio de Janeiro, fundada a 8 de julho de 2010. Foi concebida a partir do Centro Esportivo Yasmin, o qual mudou de denominação a partir de setembro de 2011.

## História

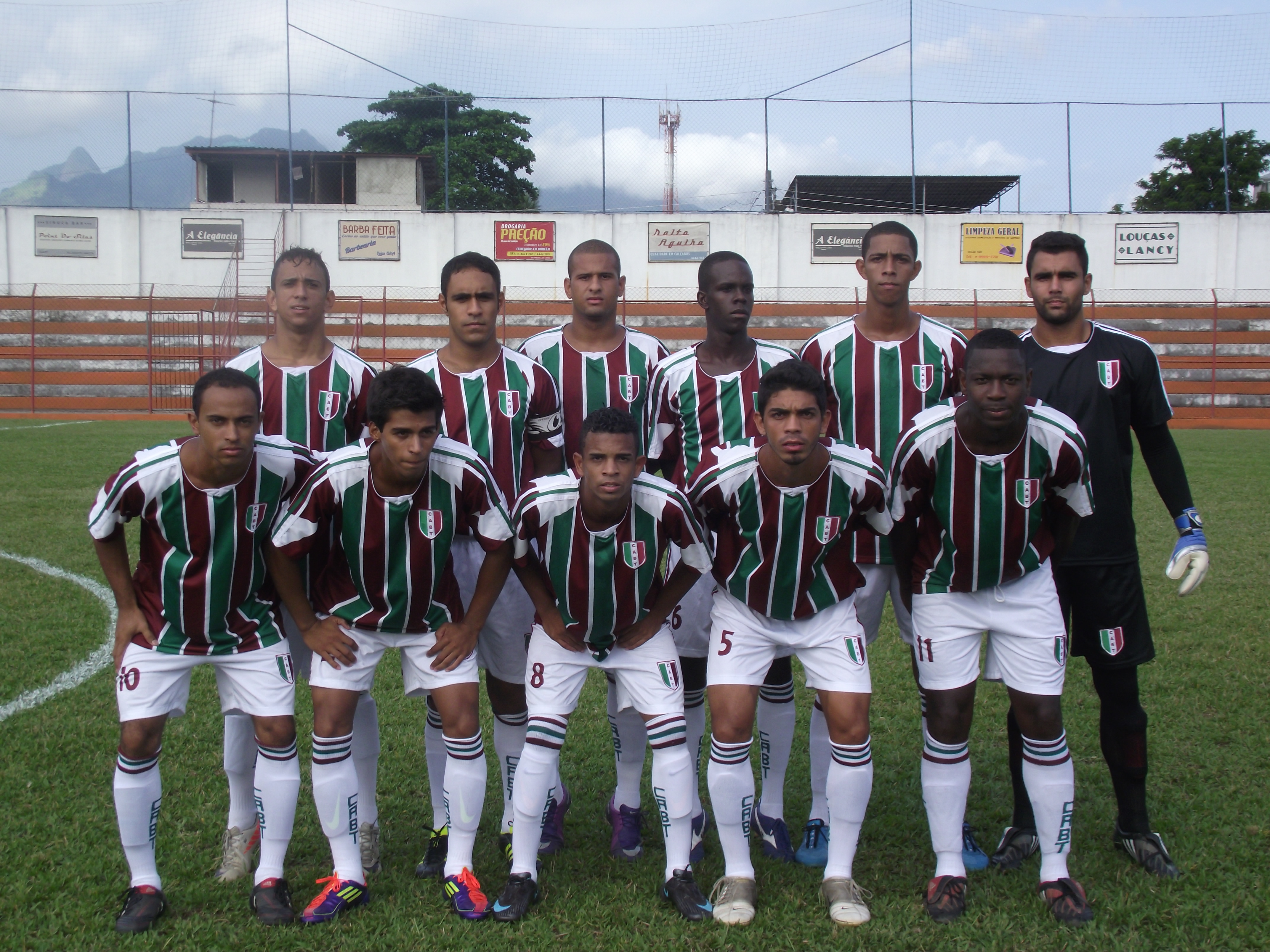
Equipe profissional do Barra da Tijuca em 2012

Em 2010, o antigo alviceleste brilhante foi criado por Adílson Oliveira Coutinho Filho, o Adilsinho, apontado em investigações como um dos principais responsáveis pela máfia do monopólio dos cigarros ilegais do Rio do Janeiro, em alusão à sua filha Yasmin Neves Oliveira Coutinho. Ézio, ex-ídolo do Fluminense Football Club, foi o vice-presidente.
As suas cores, que inicialmente eram azul e branco, passaram a grená, branca e verde. As raízes advêm do município fluminense de Duque de Caxias, terra natal do seu mandatário. Contudo, o clube fica mesmo sediado na Barra da Tijuca, zona oeste da capital do estado. Para 2011 o clube sublocou o estádio Eustáquio Marques, então alugado ao Esporte Clube Marinho, no qual atualmente a equipe profissional treina e manda seus jogos.

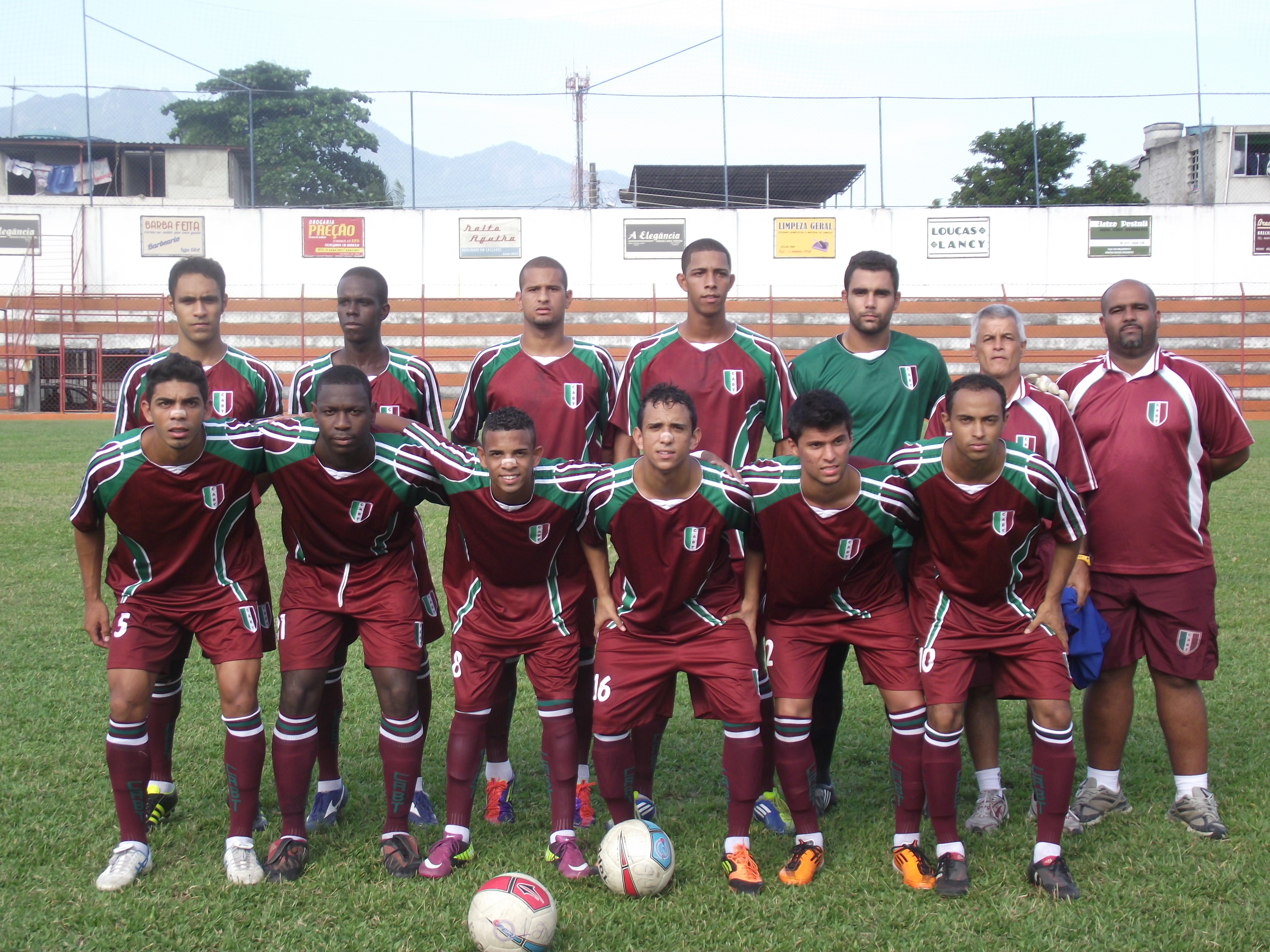
Segundo uniforme do Barra da Tijuca em 2012

No mesmo ano de sua fundação, a agremiação organizou a Copa Yasmin de Futebol Juvenil sediada no CFZ do Rio. O Fluminense ficou com o título, o Vasco da Gama foi o vice, e o próprio Yasmin, ao vencer o Bangu, de virada por 2 a 1, sagrou-se terceiro colocado do torneio.
Em 2011, foi criada em janeiro, antes do início do Campeonato Estadual das Séries B e C a Copa Yasmin Verão que contou com as participações de Centro Esportivo Arraial do Cabo, Villa Rio Esporte Clube, Juventus Futebol Clube, Futuro Bem Próximo Atlético Clube, Barcelona Esporte Clube, Centro Esportivo Yasmin, Rubro Social Esporte Clube e São Cristóvão de Futebol e Regatas.
O São Cristóvão ficou com o título ao vencer o Arraial do Cabo na final, disputada no estádio Figueira de Melo. Já o Rubro Social, na preliminar, ganhou o troféu Papo Esportivo, ao bater o Villa Rio, conquistando o terceiro lugar
.

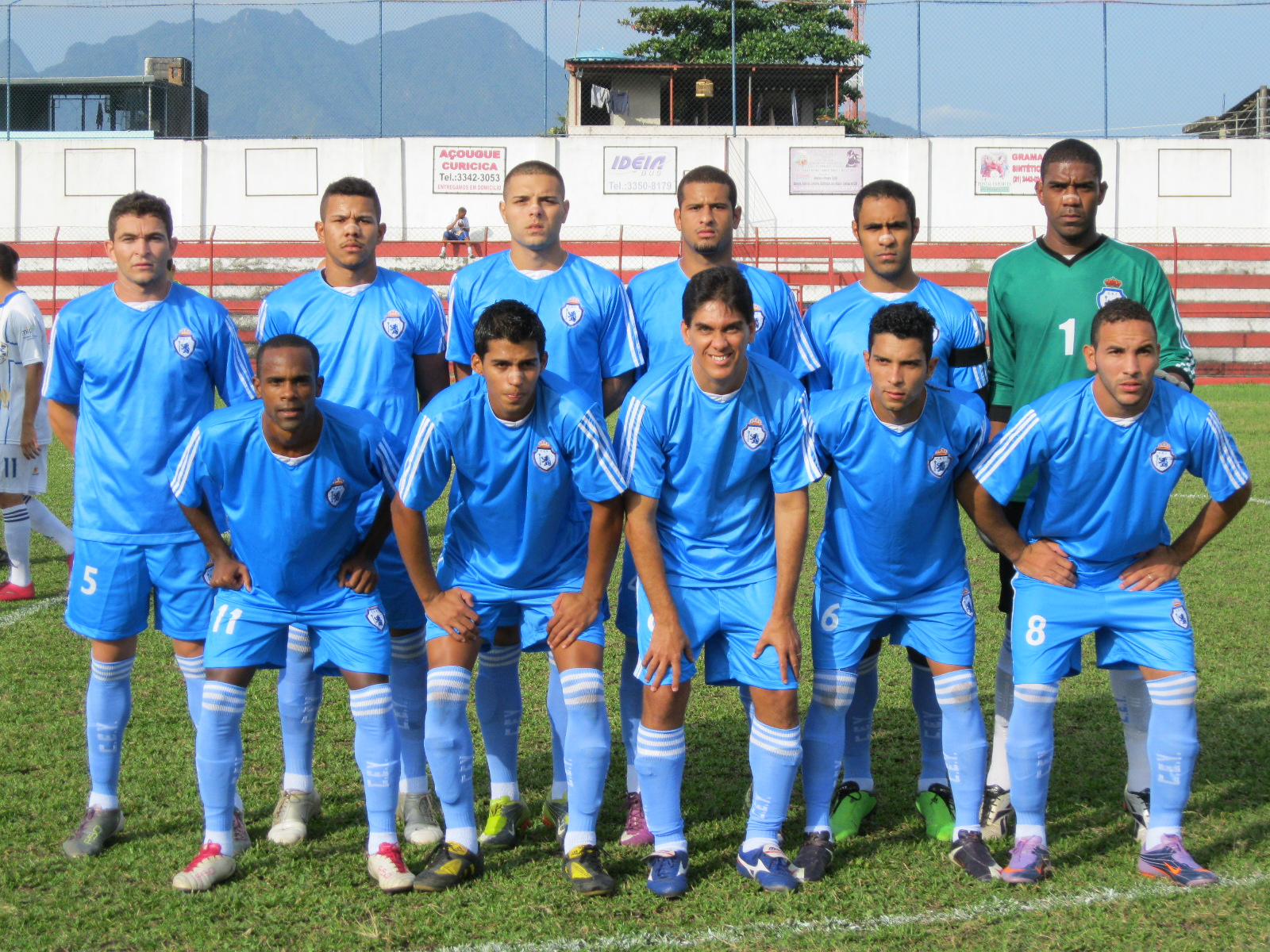
Equipe profissional do Yasmin em 2011

O Yasmin estreou no Campeonato Estadual da Série C de 2011 do Rio de Janeiro empatando fora de casa, sem abertura de contagem, com o Condor Atlético Clube, em partida jogada no estádio Joaquim de Almeida Flores, do Esporte Clube Nova Cidade, em Nilópolis.
Na primeira fase da competição o time se classificou em terceiro no Grupo "C" ao ser superado pelo líder América-TR e o segundo colocado, Serrano Foot Ball Club. Mas ficou à frente dos eliminados Villa Rio Esporte Clube e Condor Atlético Clube.
Na segunda fase se habilitou como líder do Grupo "I", após vencer na última rodada, em jogo emocionante, o Serrano Foot Ball Club por 1 a 0, no estádio Eustáquio Marques, em Curicica, eliminando a equipe de Petrópolis que era então uma das consideradas favoritas a ascender à Série B. O outro classificado da chave foi o Duquecaxiense Futebol Clube que bateu o Queimados Futebol Clube, lanterna do grupo, em jogo também realizado pela última rodada da fase em Duque de Caxias.
Na terceira fase o clube desafortunadamente pereceu ao perder a vaga nas semifinais para a Associação Atlética Carapebus e o Goytacaz Futebol Clube. Ambos conquistariam em seguida o acesso ao Campeonato Estadual da Série B acompanhados pelo Juventus Futebol Clube. Em setembro do mesmo ano o presidente Adílson Coutinho Filho resolveu mudar a intitulação da equipe para Clube Atlético da Barra da Tijuca.

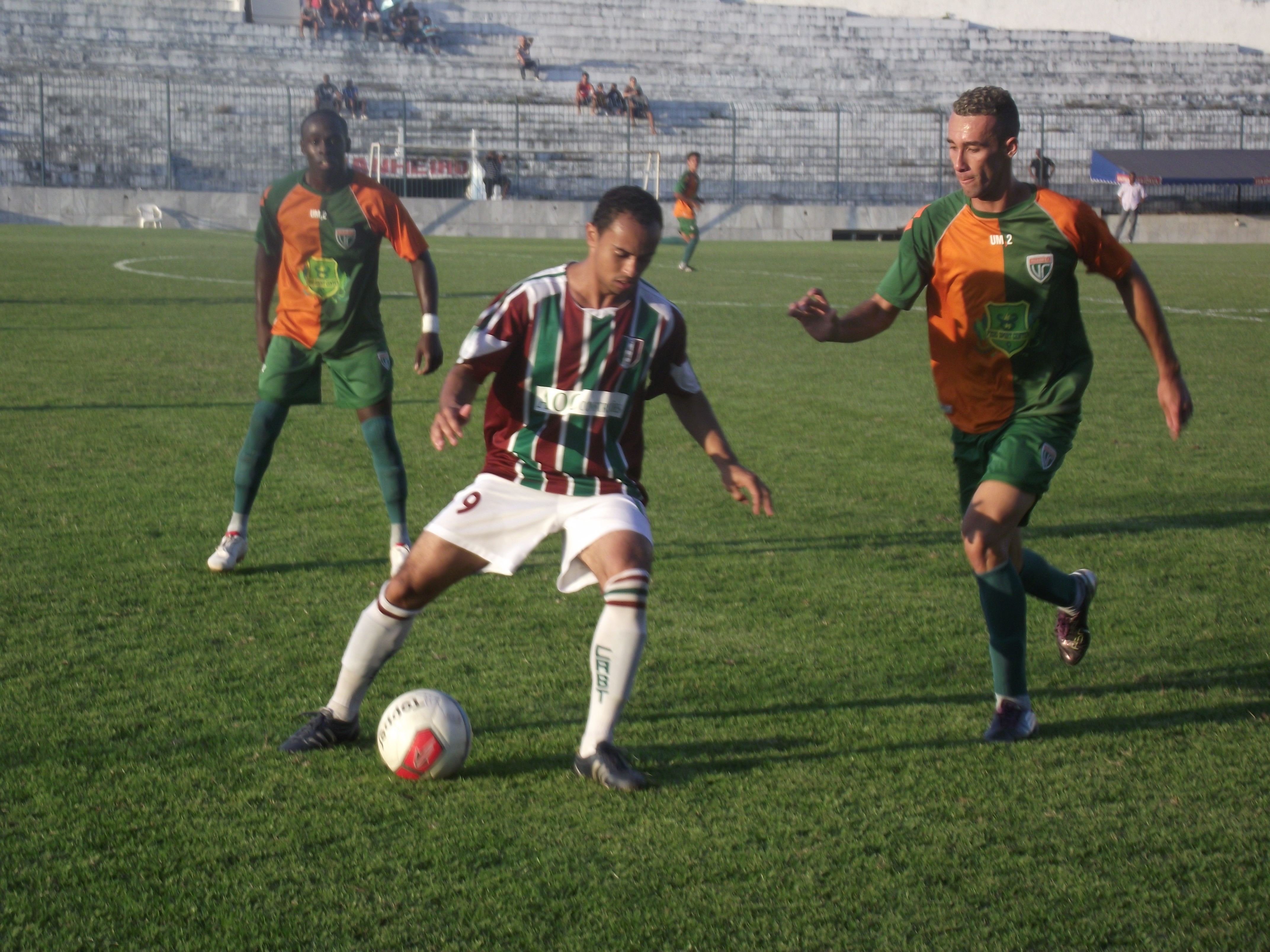
Disputa entre Evandro e dois atletas do Villa Rio, adversário tradicional do Barra da Tijuca na Série C.

Em 2012, já sob a nova denominação, a equipe estreia no Grupo "A" do Campeonato Estadual da Série C tendo como adversários o Villa Rio Esporte Clube, Queimados Futebol Clube, União de Marechal Hermes Futebol Clube e Centro Esportivo Social Arturzinho. Ao final da primeira fase, o Tricolor da Zona Oeste se classificou como líder da chave. O Villa Rio Esporte Clube foi o segundo classificado, o Queimados Futebol Clube o terceiro, e o Barcelona Esporte Clube o quarto. União de Marechal Hermes Futebol Clube e Centro Esportivo Social Arturzinho foram eliminados.
Na segunda fase o Barra da Tijuca se classificou novamente em primeiro no Grupo "F". O segundo colocado foi o América de Três Rios. Barcelona Esporte Clube e Rubro Social Esporte Clube foram eliminados.
Na terceira fase o time foi novamente líder de sua chave, a "I", chegando de forma inédita às semifinais. O Paduano Esporte Clube foi o segundo classificado. São Pedro Atlético Clube e Queimados Futebol Clube foram eliminados da competição.

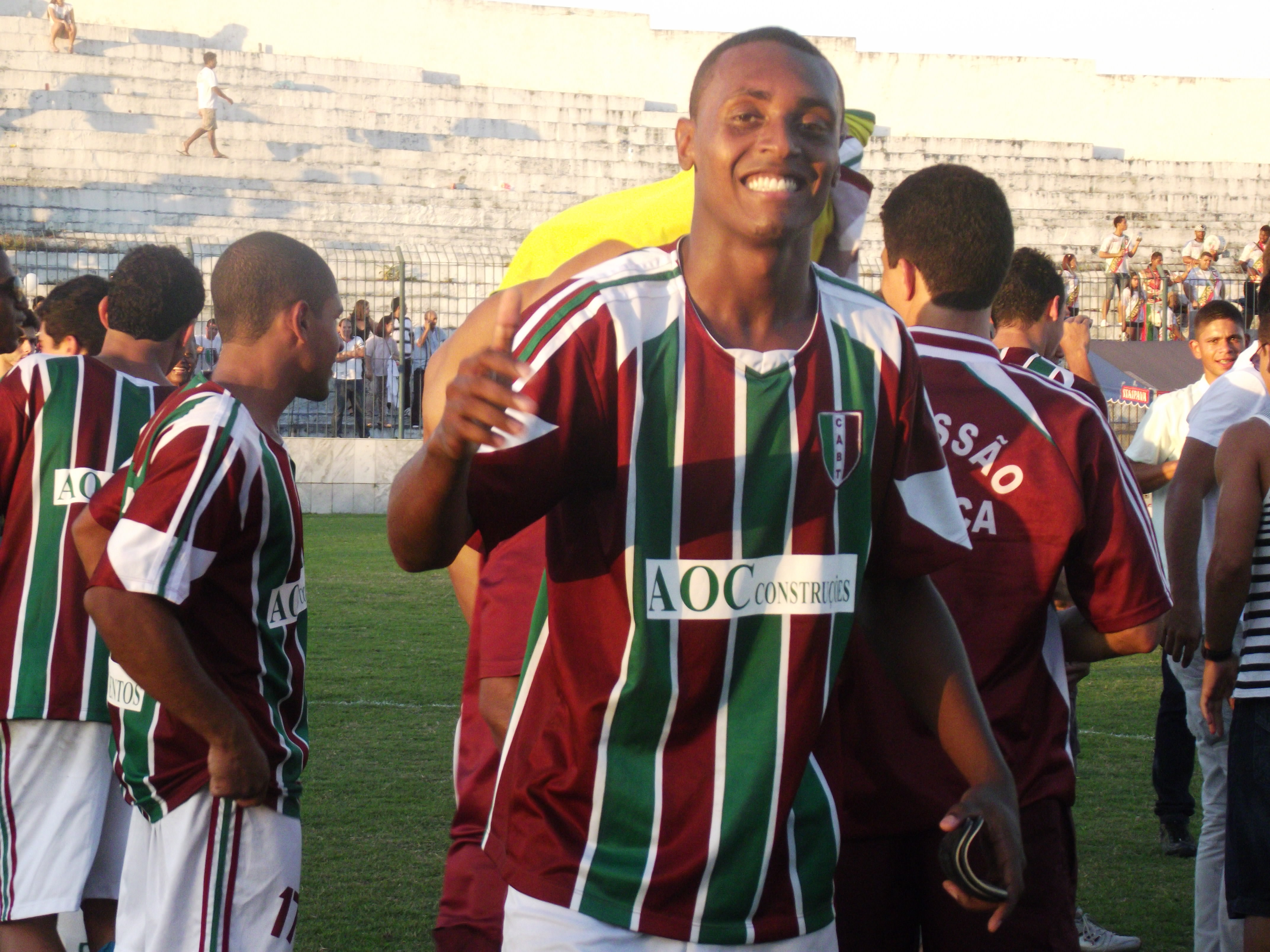
Festa do Barra da Tijuca pela conquista do acesso

Finalmente nas semifinais o Barra da Tijuca pereceu diante do América de Três Rios. A equipe perdeu em Três Rios por 1 a 0, com um gol aos 48 minutos do segundo tempo. A arbitragem, que foi confusa e polêmica, expulsou dois atletas do time: Bruno Maia e Nandinho. No jogo de volta, disputado no estádio Eustáquio Marques, houve empate em 0 a 0. Com o resultado o time rubro trirriense se habilitou para a final da competição contra o Paduano, que eliminara o Villa Rio. Os vencedores conseguiram o acesso à Série B. Barra da Tijuca e Villa Rio teriam que disputar o terceiro lugar e a última vaga para a Série B do Campeonato Estadual.
Na primeira partida de decisão do terceiro lugar, o Tricolor da Zona Oeste derrotou o Villa Rio por 1 a 0, em 22 de julho, no estádio da Rua Bariri, pertencente ao Olaria Atlético Clube. No jogo de volta, em 29 de julho, no mesmo estádio, houve empate em 0 a 0, portanto, o Barra da Tijuca conquistou o inédito acesso à Série B do Rio de Janeiro.
O Tricolor da Zona Oeste também foi convidado para disputar de maneira inédita a Copa Rio de 2012. Na primeira fase o time integra o Grupo "C" juntamente com Serra Macaense Futebol Clube, Americano Futebol Clube, Audax Rio de Janeiro Esporte Clube e Volta Redonda Futebol Clube.
Em 2022, o clube foi campeão do Campeonato Carioca Série B2 ao derrotar o Goytacaz no placar agregado por 4 a 1, conquistando o acesso para o Campeonato Carioca Série B1 do ano seguinte.

## Estatísticas

### Participações
|  | Participações em 2023 |

| Competição          | Temporadas | Melhor campanha             | Estreia | Última | P | R |
| ------------------- | ---------- | --------------------------- | ------- | ------ | - | - |
| Série B1 do Carioca | 8          | 3º colocado (2014) e (2023) | 2013    | 2023   | – | 1 |
| Série B2 do Carioca | 3          | Campeão (2022)              | 2011    | 2022   | 1 | – |

## Títulos
| ESTADUAIS | ESTADUAIS                     | ESTADUAIS | ESTADUAIS  |
|           | Competição                    | Títulos   | Temporadas |
| --------- | ----------------------------- | --------- | ---------- |
|           | Campeonato Carioca - Série B2 | 1         | 2022       |

### Categorias de Base
- Campeão da Liga Independente de São João de Meriti (Sub 17) - 2014.[carece de fontes?]